# Martin Crimp
Martin Crimp est un dramaturge britannique né le 14 février 1956 à Dartford dans le Kent.

## Biographie
Martin Crimp grandit à Londres et dans le Yorkshire de l'Ouest, puis étudie à l'université de Cambridge où il termine ses études en 1978.
Dans les années 1980, il débute avec une série de pièces produites par l'Orange Tree Theatre à Richmond, dans la banlieue de Londres :
- Living Remains (1982)
- Four Attempted Acts (1984)
- Definitely the Bahamas (1987)
- Dealing With Clair (1988)
- Play With Repeats (1989)

En 1991, il effectue une résidence à New York. Il collabore par la suite avec le Royal Court Theatre où il monte les pièces suivantes :
- No One Sees the Video (1990)
- Getting Attention (1991)
- The Treatment (1993)
- Attempts on Her Life (1997)
- The Country (2000)
- Face to the Wall (mars 2002)

Sont ensuite montées, à Londres, les pièces Cruel and Tender (Young Vic, 2004), Fewer Emergencies (Royal Court Theatre, 2005), The City (Royal Court Theatre, 2008) et In the Republic of Happiness (Royal Court Theatre, 2012).
Il est aussi l'auteur de plusieurs livrets d'opéra de George Benjamin : Into the Little Hill (2006), Written on Skin (2012), Lessons in Love and Violence (2018), et Picture a day like this (2023). 
Il obtient le John Whiting Award for Drama en 1993. Son succès est maintenant[Quand ?] international.
Il a également traduit et adapté plusieurs pièces du répertoire classique, dont Les Bonnes de Jean Genet, Les Chaises d’Eugène Ionesco, Le Misanthrope de Molière et Cyrano de Bergerac d’Edmond Rostand.

## Sur le théâtre de Crimp
Les pièces de Crimp traitent de la violence contemporaine avec cruauté et humour. Selon Élisabeth Angel-Perez, qui a traduit deux de ses œuvres de l’anglais vers le français, Crimp « construit un théâtre de la violence et du deuil », et, de manière expérimentale et radicale, « un théâtre post-humain qui s'articule sur la construction de l'absence. »
Selon Heiner Zimmermann, on peut qualifier son œuvre de « postdramatique » dans la mesure où elle met en place une dramaturgie de l'après-Auschwitz rendant caduques les catégories habituelles du théâtre.

## Œuvres traduites
- Personne ne voit la vidéo, traduit de l'anglais par Danielle Merahi, 2001 (texte français inédit, L’Arche agence théâtrale)
- La Campagne, traduit de l'anglais par Philippe Djian, L'Arche, coll. « Scène ouverte », 2002
- Le Traitement, suivi de Atteintes à sa vie, traduit de l'anglais par Élisabeth Angel-Perez, L'Arche, 2002 ; rééd. coll. « Scène ouverte », 2009
- Atteintes à sa vie (précédé de Le Traitement), traduit de l'anglais par Christophe Pellet et Michelle Pellet, L'Arche, 2002 ; rééd. de Atteintes à sa vie seule chez le même éditeur, coll. « Scène ouverte », en 2009
- Face au mur, suivi de Tout va mieux, traduit de l'anglais par Élisabeth Angel-Perez, L'Arche, 2004
- Getting Attention, traduit de l'anglais par Séverine Magois, L'Arche, coll. « Scène ouverte », 2006
- Claire en affaires, suivi de Probablement les Bahamas, traduit de l’anglais par Frédérique Plain et Jean-Pierre Vincent et par Danielle Merahi vous, L'Arche, coll. « Scène ouverte », 2006
- Into the Little Hill, traduit de l'anglais par Philippe Djian et Corinna Brocher, L'Arche, 2006
- La Ville, traduit de l'anglais par Philippe Djian, L'Arche, coll. « Scène ouverte », 2008
- Tendre et cruel, traduit de l'anglais par Philippe Djian, L'Arche, coll. « Scène ouverte », 2012 (réimpression en 2014)
- La Pièce et autres morceaux, traduit de l'anglais par Philippe Djian, L'Arche, 2012
- Dans la République du bonheur, traduit de l'anglais par Philippe Djian, L'Arche, coll. « Scène ouverte », 2013
- Le reste vous le connaissez par le cinéma, traduit de l'anglais par Philippe Djian, L'Arche, coll. « Scène ouverte », 2015
- Des hommes endormis, traduit de l'anglais par Alice Zeniter, L'Arche, coll. « Scène ouverte », 2019
- Quand nous nous serons suffisamment torturés, suivi de Messager de l’amour, traduit de l'anglais par Christophe Pellet et Guillaume Poix et par Christophe Pellet et Michelle Pellet, L'Arche, coll. « Scène ouverte », 2020
- Cyrano, d'après Cyrano de Bergerac d'Edmond Rostand, traduit de l'anglais par Fabrice Melquiot, L'Arche, coll. « Scène ouverte », 2025